# Liste der Baudenkmale in Mariental (Niedersachsen)
In der Liste der Baudenkmale in Mariental sind die Baudenkmale der niedersächsischen Gemeinde Mariental aufgelistet. Die Quelle der Baudenkmale ist der Denkmalatlas Niedersachsen. Der Stand der Liste ist der 14. Dezember 2022.

## Allgemein
In den Spalten befinden sich folgende Informationen:
- Lage: die Adresse des Baudenkmales und die geographischen Koordinaten. Kartenansicht, um Koordinaten zu setzen. In der Kartenansicht sind Baudenkmale ohne Koordinaten mit einem roten Marker dargestellt und können in der Karte gesetzt werden. Baudenkmale ohne Bild sind mit einem blauen Marker gekennzeichnet, Baudenkmale mit Bild mit einem grünen Marker.
- Bezeichnung: Bezeichnung des Baudenkmales
- Beschreibung: die Beschreibung des Baudenkmales. Unter § 3 Abs. 2 NDSchG werden Einzeldenkmale und unter § 3 Abs. 3 NDSchG Gruppen baulicher Anlagen und deren Bestandteile ausgewiesen.
- ID: die Objekt-ID des Baudenkmales
- Bild: ein Bild des Baudenkmales, ggf. zusätzlich mit einem Link zu weiteren Fotos des Baudenkmals im Medienarchiv Wikimedia Commons. Wenn man auf das Kamerasymbol klickt, können Fotos zu Baudenkmalen aus dieser Liste hochgeladen werden:

## Mariental

### Gruppe: Ehemaliger Fliegerhorst Mariental
Die Gruppe hat die ID 32630211. Ortsbildprägende, beachtliche und typische Kasernenanlage aus der Zeit des Nationalsozialismus. Zu Wohnzwecken umgenutzt.

| Lage                                           | Bezeichnung     | Beschreibung | ID       | Bild |
| ---------------------------------------------- | --------------- | --- | -------- | ---- |
| Berliner Platz 1 52° 17′ 22″ N, 10° 59′ 35″ O  | Wache           | Eingeschossiger, zur Straße konkaver verputzter Massivflügel mit westlich quergestellten Kopfbau, auf bossiertem Natursteinsockel unter Satteldach in Ziegelpfannendeckung. Nordseite des Kopfbaus im EG mit Naturstein-Blendwerk, Ostflügel mit zahlreichen Zugängen sowie Gauben auf beiden Dachseiten. | 32663242 | BW   |
| Buchenallee 1/1a 52° 17′ 28″ N, 10° 59′ 38″ O  | Wohnhaus        | | 32663259 | BW   |
| Buchenallee 2 52° 17′ 31″ N, 10° 59′ 35″ O     | Wohnhaus        | | 32663276 | BW   |
| Buchenallee 3 52° 17′ 32″ N, 10° 59′ 36″ O     | Wohnhaus        | | 32663293 | BW   |
| Buchenallee 4 52° 17′ 33″ N, 10° 59′ 34″ O     | Wohnhaus        | | 32663310 | BW   |
| Buchenallee 5 52° 17′ 34″ N, 10° 59′ 33″ O     | Wohnhaus        | | 32663327 | BW   |
| Buchenallee 6 52° 17′ 36″ N, 10° 59′ 32″ O     | Wohnhaus        | | 32663344 | BW   |
| Dahlienplatz 1 52° 17′ 20″ N, 10° 59′ 43″ O    | Kasernengebäude | Quergelagerter zweigeschossiger verputzter Massivbau auf Naturstein-Kellersockel unter Satteldach in Ziegelpfannendeckung, solitär hinter einem Zufahrtsrondell des Dahlienplatzes platziert. Fenster in Werksteineinfassungen, Gebäudeecken mit Eckquaderungen hervorgehoben, nördlich achsenmittig ein Eingangsrisalit mit Segmentbogentor und einem mehrteiligen Panoramafenster mit Blick Richtung Platz. | 32663361 |      |
| Dahlienplatz 2-11 52° 17′ 24″ N, 10° 59′ 43″ O | Wohnblock       | Wohnblock als langgestreckter verputzter Massivbau auf Sandsteinsockel unter Satteldach in Ziegelpfannendeckung. Mittig das dreigeschossige ehemalige Verwaltungsgebäude mit großen Torbogen in Werksteineinfassung unter Walmdach, westlich und östlich schließen zweigeschossige und mit Dachfirst abgestufte Seitenflügel an. Scheitrechte Fenster mit Natursteinsohlbänken. Gebäudeecken mit Quaderungen hervorgehoben, südliche Giebelseite sowie nordöstliche Traufseite mit Zugängen, am Dach zahlreiche Gauben | 32663378 |      |
| Nelkenhof 1-10 52° 17′ 22″ N, 10° 59′ 50″ O    | Wohnblock       | Wohnblock dreiseitig um Innenhof. Spiegelsymmetrische Nordost- und Südwestflügel als langgestreckte verputzte Massivbauten auf Sandsteinsockel unter Satteldach in Ziegelpfannendeckung mit zahlreichen Gauben. Werksteineinfassungen in Zugängen, in Fenstern des EG sowie als Sohlbänke im OG. Gebäudeecken durch Quaderungen hervorgehoben, westliche Giebelseiten mit gekuppelten Fenstern sowie überstabten Eingangsportal hinter Freitreppe. Südöstlich ein eingeschossiger Verbindungsflügel.                   | 32663499 | BW   |
| Rosenhof 1-11 52° 17′ 24″ N, 10° 59′ 55″ O     | Wohnblock       | | 32663516 | BW   |
| Tulpenhof 1-11 52° 17′ 26″ N, 11° 0′ 0″ O      | Wohnblock       | | 32663533 | BW   |

### Gruppe: Forstgehöft Lappwald
Die Gruppe hat die ID : 32630197.

| Lage                         | Bezeichnung         | Beschreibung | ID       | Bild |
| ---------------------------- | ------------------- | --- | -------- | ---- |
| 52° 16′ 27″ N, 10° 58′ 55″ O | Forstsekretärgehöft | Eingeschossiger, giebelständiger Fachwerkbau auf hohem Kellersockel in Sandstein-Bruchstein unter Schopfwalmdach in Krempziegeldeckung. Zum Süden achsenmittiger Hauptzugang , darüber Zwerchhaus. Symmetrisches Fachwerk in Ziegelsichtausfachung, rückwärtig in vertikaler Verbretterung sowie einem in Ziegelpfannen verblendeten Zwerchhaus. Nordöstlich ein kleiner verputzter Anbau auf Sandsteinsockel mit Ladeluke im Giebelfeld. | 32662951 | BW   |
| 52° 16′ 26″ N, 10° 58′ 55″ O | Scheune             | Hoher, langgestreckter und giebelständiger Massivbau in Sandstein-Schichtmauerwerk unter Satteldach in Krempziegeldeckung. Zur südlichen Traufseite Stalltüren und -fenster, zur Nordseite drei kleine und ein großes Remisentor. Mittiger Zugang mit Oberlicht, darüber Ladeerker. Im westlichen Teil Hechtfenster auf beiden Dachhälften. Am Ostgiebel Anschluss an die Traufhohe Klostermauer.                                         | 32662968 | BW   |
| 52° 16′ 25″ N, 10° 58′ 55″ O | Amtsgebäude         | Zweigeschossiger Massivbau auf hohem gequaderten Sandstein-Kellersockel unter Satteldach in Hohlpfannendeckung. T-förmiger Grundriss, Erdgeschoss in gelben Ziegelmauerwerk mit Zierbänderung und Segmentbogenfenstern, OG über Profilgebälk vorkragend mit vertikaler, dunkel gestrichener Verbretterung. Rückwärtiger Flügel eingeschossig mit Drempel, Fenster teils mit Klappläden. Kleine Dachgauben nach Westen.                    | 32662933 | BW   |

### Gruppe: Graslebener Straße 1 – 6
Die Gruppe hat die ID 32630225.

| Lage                                            | Bezeichnung | Beschreibung | ID       | Bild |
| ----------------------------------------------- | ----------- | ------------ | -------- | ---- |
| Graslebener Straße 1 52° 17′ 35″ N, 11° 0′ 7″ O | Wohnhaus    |              | 32663397 | BW   |
| Graslebener Straße 2 52° 17′ 35″ N, 11° 0′ 8″ O | Wohnhaus    |              | 32663414 | BW   |
| Graslebener Straße 3 52° 17′ 36″ N, 11° 0′ 8″ O | Wohnhaus    |              | 32630225 | BW   |
| Graslebener Straße 4 52° 17′ 36″ N, 11° 0′ 9″ O | Wohnhaus    |              | 32663448 | BW   |
| Graslebener Straße 5 52° 17′ 36″ N, 11° 0′ 9″ O | Wohnhaus    |              | 32663465 | BW   |
| Graslebener Straße 6 52° 17′ 36″ N, 11° 0′ 9″ O | Wohnhaus    |              | 32663482 | BW   |

### Gruppe:Kloster Mariental
Die Gruppe hat die ID 32630183. Ortsbildprägende, geschichtlich und künstlerisch bedeutende Anlage des ehemaligen Zisterzienser-Klosters mit im Kern mittelalterlichen Klostergebäuden und ausgedehnten Wirtschaftsgebäuden der Domäne aus dem 19. Jh., errichtet vorwiegend im Velpker Sandstein. Neben dem Wirtschaftshof der Domäne westlich der Klostergebäude gehört ein östlicher Kirchhof sowie ein ausgedehntes Klostergelände zum Areal des Klosterguts.

| Lage                                           | Bezeichnung                         | Beschreibung | ID       | Bild           |
| ---------------------------------------------- | ----------------------------------- | --- | -------- | -------------- |
| Kirchstraße 52° 16′ 32″ N, 10° 59′ 4″ O        | Klostergebäude                      | Ehemalige Klostergebäude in Form eines geschlossenen Karrees zur Südseite der Klosterkirche. Vom einst mit fürstlichen und adeligen Wappen und Begräbnissen gezierten Kreuzgang haben sich nur noch die Konsolen und Einbettungen für die Gewölbe der Mauern erhalten. | 32663087 | Weitere Bilder |
| Kirchstraße 52° 16′ 33″ N, 10° 59′ 6″ O        | Klosterkirche                       | Dreischiffige romanische Pfeilerbasilika mit Querschiff und geradem Chorschluss in Sandsteinquadermauerwerk, einige Partien in Bruchsteinmauerwerk ausgeführt. Am nördlichen Seitenarm ein Portal von Anfang des 13. Jh. Chor wird durch hohes Maßwerksfenster aus zweiten Viertel des 14. Jh. lichtgeflutet, im 19. Jh. neuer Dachreiter über Vierung aufgesattelt, mit schiefergedecktem Glockenstuhl mit rundbogigen Schallarkaden und Turmuhr, sowie einer blechgedeckten Zwiebelhaube mit Laterne. Zahlreiche Grabsteine, u.a. gotisches Grabepitaph des Abtes Eberhard. 1138 Baubeginn, 1146 eine nur auf die Ostteile beschränkte Weihe, Anfang des 13. Jh. Veränderungen an Querhauskapellen und Chorwölbung, 1879–94 gründliche Renovierung, 1983–88 umfassende Restaurierung, bauarchäologische Untersuchungen 1983–86. | 32663121 | Weitere Bilder |
| Kirchstraße 3 52° 16′ 35″ N, 10° 59′ 7″ O      | Ehem. Pastorat                      | Traufständiges, zweigeschossiges Haus in Sandstein-Schichtmauerwerk auf Bruchstein-Kellersockel unter Walmdach in Krempziegeldeckung mit Aufschieblingen. Südlicher achsenmittiger werksteingefasster Zugang hinter Freitreppe, originales Fenstergefüge mit Werksteineinfassung. Spätere Ausbrüche für größere Fenster. Nördlich zweigeschossiger Anbau in Bruchsteinmauerwerk, zur Westseite mit Krempziegelbehang und drei Fenstern. 1595 unter dem Bauherren Adam Bolehem errichtet, 1753 als „Priorey“ von Prior Sylvester Erhard bewohnt. | 32663174 | BW             |
| Kirchstraße 3 52° 16′ 36″ N, 10° 59′ 8″ O      | Ehem. Pastorat (Wirtschaftsgebäude) | Eingeschossiger Bau in Sandstein-Bruchsteinmauerwerk unter Satteldach in Krempziegeldeckung mit südlichen Gauben. Zur Hofseite ein mittiges Scheunentor, seitlich jeweils von einem Stallfenster und einer Tür flankiert. Giebelseite mit Sandsteinplatten am Ortgang. Im Kern wohl Ende des 16. Jh. errichtet. | 32663592 | BW             |
| Kirchstraße 4 / 4a 52° 16′ 34″ N, 10° 59′ 9″ O | Arbeiterwohnhaus                    | Zweigeschossiger Massivbau aus Sandstein-Schichtmauerwerk, unterkellert, unter Halbwalmdach in Krempziegeldeckung. Symmetrischer zehnachsiger Fassadenaufbau mit Werksteingefassten Fenstern, Zugänge zur nördlichen Traufseite. Schleppgauben auf beiden Dachseiten. Am Westgiebel Datierung „1849“, ehemaliges Tagelöhnerhaus der Domäne. | 32663070 | BW             |
| Kirchstraße 52° 16′ 32″ N, 10° 58′ 57″ O       | ehem. Kuhstall (Geb. 8)             | Südlicher Flügel des westlichen Wirtschaftshofes als eingeschossiger symmetrischer Massivbau aus Sandsteinmauerwerk unter Satteldach in Ziegelpfannendeckung. Nördliche Traufseite mit zahlreichen Wirtschaftsöffnungen, Segmentbogenfenster, sowie Ladeerkern mit rundbogigen Ladeluken, die Stürze mit Ziegelsetzung hervorgehoben. Rückwärtig hochliegende Stallfenster und Schiebetore, Giebelseiten ebenfalls mit Schiebetoren. | 32662985 | BW             |
| Kirchstraße 52° 16′ 31″ N, 10° 59′ 0″ O        | Pferdestall (Geb. 9)                | Südlicher Flügel des westlichen Wirtschaftshofes als eingeschossiger symmetrischer Massivbau aus Sandsteinmauerwerk unter Satteldach in Ziegelpfannendeckung. Nördliche Traufseite mit zahlreichen Wirtschaftsöffnungen, Segmentbogenfenster, sowie Ladeerkern mit rundbogigen Ladeluken, die Stürze mit Ziegelsetzung hervorgehoben. Rückwärtig hochliegende Stallfenster und Schiebetore, Giebelseiten ebenfalls mit Schiebetoren. | 32663002 | BW             |
| Kirchstraße 52° 16′ 30″ N, 10° 59′ 0″ O        | Schweinestall (Geb.10)              | Südlichster Wirtschaftsflügel als symmetrischer Massivbau in Sandstein-Schichtmauerwerk unter Satteldach in Krempziegeldeckung. Nordseite mit hochliegenden Stallfenstern und Wirtschaftsöffnungen, Südseite mit Wirtschaftsöffnungen und mittiger Ladeluke. Ostgiebel mit Stalltür und Ladeluken im Giebelfeld, abgeschlossen durch Ladeaufzug unter Verdachung. An beiden Dachflächen je zwei gestaffelte Lüftungsgauben über die gesamte Dachlänge. | 32663036 | BW             |
| Kirchstraße 52° 16′ 31″ N, 10° 59′ 0″ O        | Taubenturm (Geb. 11)                | Zweigeschossiger freistehender Turmbau auf oktogonalem Grundriss unter oktogonalem Zeltdach in Ziegelpfannendeckung mit Aufschieblingen. EG in Sandstein-Quadermauerwerk, Eingang über eine schlichte Holzbohlentür, hochliegende Segmentbogenfenster mit Ziegelstürzen. OG in vorkragendem Fachwerk in Ziegelsichtsetzung, Aussteifung mit Andreaskreuzen. Wetterfahne mit Tiersymbol als Turmspitze. | 32663019 | BW             |
| Kirchstraße 52° 16′ 31″ N, 10° 59′ 2″ O        | Wohn-/ Verwalterhaus (Geb. 26/27)   | Eingeschossiger, traufständiger Massivbau aus Sandstein-Schichtmauerwerk auf hohem Kellersockel unter Halbwalmdach in Krempziegeldeckung. Achsenmittiger Eingang hinter Freitreppe mit Hochpodest, Eingang in geohrter Sandsteineinfassung. Gekuppelte Fenster, nördlich seitlicher Eingang mit darüber platzierten Rundfenster, Laibungen mit Werksteineinfassung. Zum Wirtschaftshof breite Schleppgaube in Fachwerk. Rückseite schlichter in hellen Ziegelmauerwerk gestaltet. Nördlicher eingeschossiger und winkelförmig angeordneter Verwaltungsbau in Sandstein-Schichtmauerwerk unter zum Westen abgewalmten Satteldach in Krempziegeldeckung. Fenster mit Werksteinstürzen sowie Ziegelgewänden, östliches Giebelfeld in verputzten Fachwerk.                                                                            | 32663053 | BW             |
| Kirchstraße 52° 16′ 31″ N, 10° 58′ 55″ O       | Einfriedung                         | Klostermauern in Form von Mauerzügen in Sandstein-Schichtmauerwerk. Einbezogen sind die äußeren Mauern des Klostergutes sowie die inneren Mauern um den Friedhof. Die Klostermauern sind nur in Teilen aus der romanischen Zeit erhalten. | 32663104 | BW             |
| Kirchstraße 52° 16′ 28″ N, 10° 59′ 5″ O        | Klostergelände                      | Klostermauern in Form von Mauerzügen in Sandstein-Schichtmauerwerk. Einbezogen sind die äußeren Mauern des Klostergutes sowie die inneren Mauern um den Friedhof. Die Klostermauern sind nur in Teilen aus der romanischen Zeit erhalten. | 32663156 | BW             |
| Schäfertor 52° 16′ 37″ N, 10° 59′ 12″ O        | Schäferei (Geb. 24)                 | | 32663191 | BW             |
| Schäfertor 52° 16′ 36″ N, 10° 59′ 13″ O        | Schafstall                          | | 32663225 | BW             |
| Schäfertor 52° 16′ 36″ N, 10° 59′ 14″ O        | Schafstall                          | | 32663208 | BW             |